# Epsilon Delphini
Epsilon Delphini (Deneb Dulfim, Deneb, Al Dhanab al Dulfim, Dzaneb al Delphin, Cauda Delphini, 2 Delphini) é uma estrela na direção da constelação de Delphinus. Possui uma ascensão reta de 20h 33m 12.76s e uma declinação de +11° 18′ 12.0″. Sua magnitude aparente é igual a 4.03. Considerando sua distância de 359 anos-luz em relação à Terra, sua magnitude absoluta é igual a −1.18. Pertence à classe espectral B6III. É uma estrela variável suspeita.